# Hrabstwo Walton (Floryda)

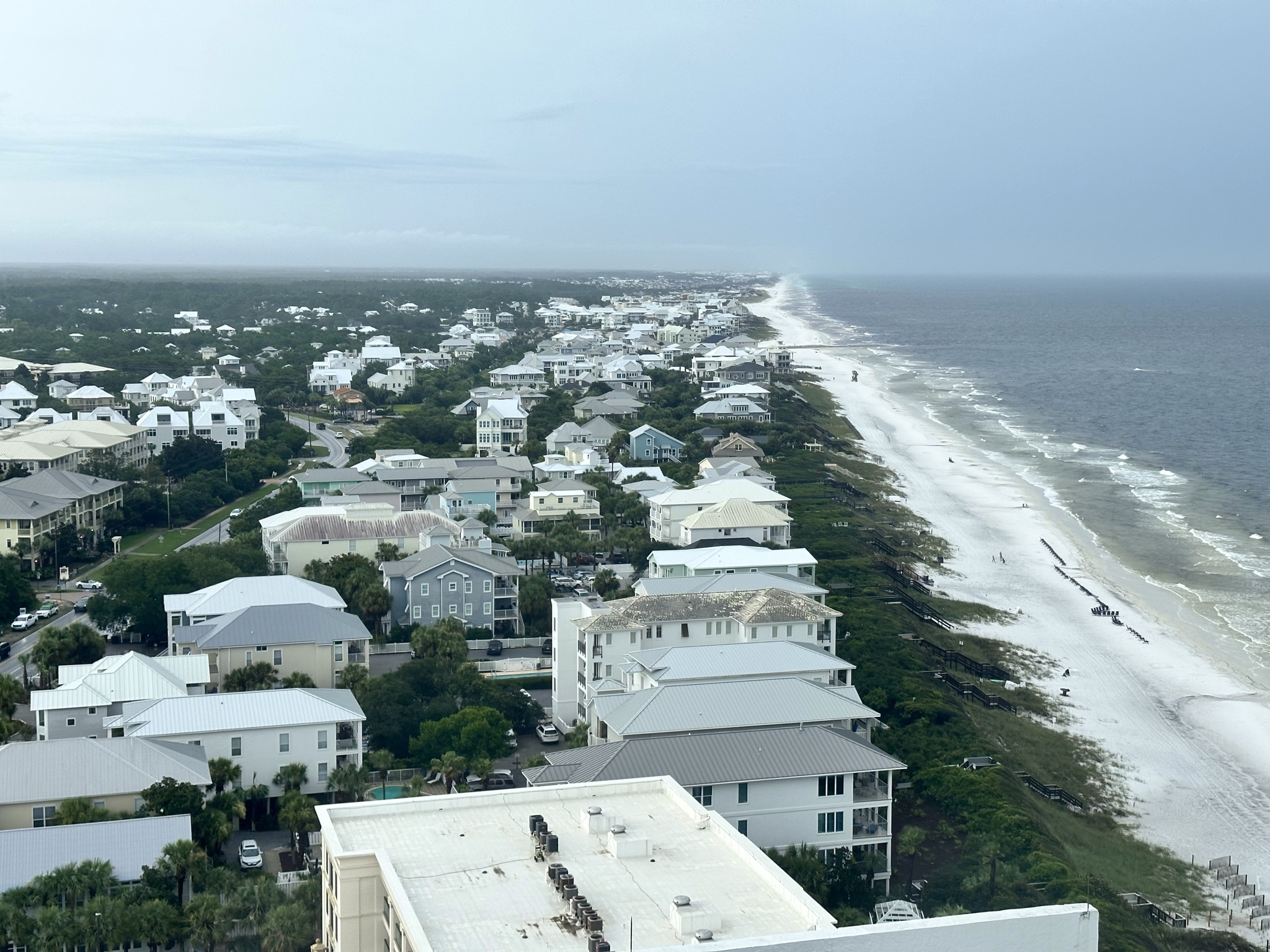
Seagrove Beach

Walton – hrabstwo w stanie Floryda, w USA. Jego siedzibą administracyjną jest DeFuniak Springs, a największą miejscowością Miramar Beach. Należy do obszaru metropolitalnego miasta Crestview.
Powierzchnia hrabstwa to 3206 km² (w tym 467 km² stanowią wody). Gęstość zaludnienia wynosi 31 osób/km².

## Miejscowości
- DeFuniak Springs
- Freeport
- Paxton
- Miramar Beach (CDP)

## Sąsiednie hrabstwa
- Hrabstwo Covington, Alabama – północny zachód
- Hrabstwo Geneva, Alabama – północny wschód
- Hrabstwo Holmes – wschód
- Hrabstwo Washington – wschód
- Hrabstwo Bay – południowy wschód
- Hrabstwo Okaloosa – zachód

## Demografia
Według spisu z 2020 roku liczy 75,3 tys. mieszkańców, co oznacza wzrost o 36,8% w porównaniu z poprzednim spisem z roku 2010. Według danych pięcioletnich z 2022 roku 89,8% to biali (83,7% nie licząc Latynosów), 5,2% czarnoskórzy lub Afroamerykanie, 2,7% miało rasę mieszaną, 1,4% Azjaci, 0,8% rdzenna ludność Ameryki i 0,2% pochodziło z wysp Pacyfiku. Latynosi stanowili 7,1% populacji hrabstwa.
Do największych grup należały osoby pochodzenia niemieckiego (12,3%), angielskiego (12%), irlandzkiego (11,6%), „amerykańskiego” (9,8%), włoskiego (5,6%), szkockiego lub szkocko–irlandzkiego (5,2%), afroamerykańskiego, francuskiego (4%) i meksykańskiego (3,3%).

## Polityka
Hrabstwo silnie republikańskie, gdzie w wyborach prezydenckich w 2020 roku, 75,4% głosów otrzymał Donald Trump i 23,7% przypadło dla Joe Bidena. 

## Religia
W 2020 roku, 9,8% mieszkańców deklarowało członkostwo w Kościele katolickim. 